# كندا تحت الحكم البريطاني

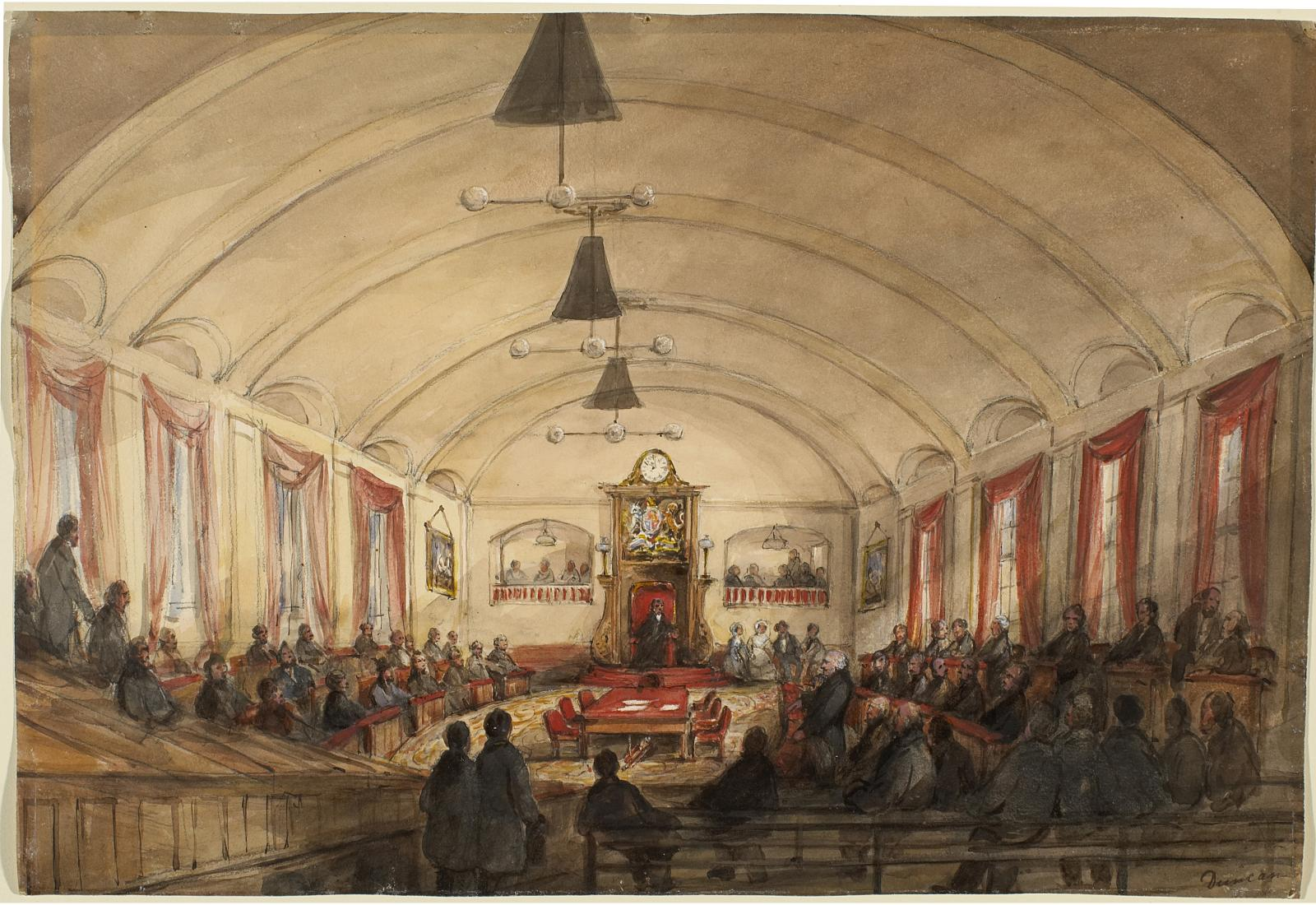

بدأت فترة الحكم البريطاني لكندا مع معاهدة باريس لعام 1763، عندما أصبحت فرنسا الجديدة، التي كانت مستعمرة كندا جزءًا منها، جزءًا من الإمبراطورية البريطانية بشكل رسمي. كان من شأن الأراضي والمستعمرات والمقاطعات الأخرى التي كانت جزءًا من أمريكا الشمالية البريطانية أن تنضم إلى كندا تدريجيًا، ذلك إلى جانب الأراضي التي ستُضَم من خلال استخدام المعاهدات مع السكان الأوائل.
وسع الإعلان الملكي لعام 1763 مستعمرة كندا تحت اسم مقاطعة كيبك، والتي أصبحت معروفة باسم الكنديّتين بموجب القانون الدستوري لعام 1791. انضمت كندا العليا والدنيا لتكونا مقاطعة كندا المتحدة بموجب قانون الاتحاد لعام 1840. في وقت لاحق مع كونفدرالية عام 1867، انضمت المستعمرات البحرية البريطانية في نيو برونزويك ونوفا سكوشا مع مقاطعة كندا لتشكيل كندا، والتي قُسِّمَت بدورها فيما بعد إلى أربع مقاطعات: أونتاريو، وكيبك، ونيو برونزويك، ونوفا سكوشا. في البداية، بقي عدد من المستعمرات البريطانية الأخرى مثل نيوفاوندلاند وكولومبيا البريطانية، بالإضافة إلى الأقاليم الكبيرة مثل روبيرتس لاند، خارج الفدرالية المشكلة حديثًا. ضُمَّت المستعمرات والأقاليم المتبقية من أمريكا الشمالية البريطانية إلى كندا بمرور الوقت، ذلك حتى الوصول بالبلاد إلى نطاقها الجغرافي الحالي عندما انضمت نيوفاوندلاند ولابرادور إلى كندا في عام 1949.
على الرغم من أن الاتحاد الكونفدرالي في عام 1867 أفضى إلى تكوين دومينيون موسع مع زيادة درجة الحكم الذاتي فيما يتعلق بالشؤون الداخلية، إلا أن كندا ظلت مستعمرة داخل الإمبراطورية البريطانية، وكانت بالتالي خاضعة للبرلمان البريطاني حتى إنفاذ تشريع وستمنستر لعام 1931. اعترف هذا التشريع بكندا كنظير مستقل متكافئ مع المملكة المتحدة، وبالتالي فقد منح البرلمان الكندي السيادة التشريعية على جميع المسائل الفيدرالية باستثناء سلطة تغيير القوانين الدستورية للدولة الكندية، والتي ظلت ضمن صلاحيات برلمان المملكة المتحدة. أُنهِيَ آخر أثر لاعتماد كندا التشريعي على المملكة المتحدة بسن قانون كندا في عام 1982، والذي منح كندا سيادة تشريعية قانونية كاملة ومستقلة عن المملكة المتحدة.

## فرنسا الجديدة تحت الحكم البريطاني
في أمريكا الشمالية، شهدت حرب السنوات السبع بريطانيا العظمى تغزو مستعمرة كندا الفرنسية بأكملها، وقد انتهت الحرب رسميًا بتوقيع معاهدة باريس في 10 فبراير 1763. كجزء من المعاهدة، تخلت فرنسا رسميًا عن مطالبتها بجميع أراضي أمريكا الشمالية لصالح بريطانيا (والتي كانت مستعمرة كندا الفرنسية جزءًا منها)، ذلك باستثناء مقاطعة لويزيانا (تم التنازل عنها لإسبانيا عوضًا عن ذلك) وجزيرتين قبالة شواطئ نيوفاوندلاند (سان بيير وميكلون).

### وادي سان لوران
مع ضم كندا إلى الإمبراطورية البريطانية، استحوذت بريطانيا على قطاع من الأراضي على طول نهر سان لوران، بعدد سكان لا يقل عن 70000 من الكاثوليكيين الرومان الناطقين بالفرنسية، وقد توسعت وأُعيد تسميتها باسم مقاطعة كيبك بموجب قانون كيبك. على الرغم من أن العديد من البريطانيين (من بينهم أولئك في المستعمرات الأمريكية في الجنوب) كانوا يأملون في استيعاب الكنديين الفرنسيين، إلا أن الأمر لم يكن كذلك، حيث حُدِّدت في قانون كيبيك قواعد مستقلة للحكم فيها، مثل السماح للكنديين الفرنسيين بالاحتفاظ بدينهم الكاثوليكي ونظامهم الفرنسي للقانون المدني. أصبح قانون كيبك أحد القوانين التي لا تطاق التي أغضبت المستعمرات البريطانية الثلاثة عشر فيما أصبح بعد ذلك الولايات المتحدة الأمريكية.

### ساحل المحيط الأطلسي
سيطر البريطانيون على المستعمرة الجزيرية في نيوفاوندلاند لفترة طويلة قبل أن يتخلى الفرنسيون أخيرًا عن مطالباتهم القانونية بالمنطقة، وعليه فإن مجتمعًا ناطقًا باللغة الإنجليزية قد تشكل بالفعل قبيل الانتقال القانوني للملكية. في أكاديا، كان البريطانيون قد طردوا السكان الناطقين بالفرنسية في عام 1755 من أكاديا إلى لويزيانا، الأمر الذي أدى إلى إيجاد الكاجونيين، ولكن ذلك لم يتكرر في عام 1763. في إقليم أكاديا الفرنسي السابق، واجه البريطانيون مجموعات السكان الأصليين الكاثوليكية الكبيرة نسبيًا والراسخة جيدًا، والتي تمثلت في الميغماك واتحاد الواباناكي. وقع الغزو البريطاني لأكاديا عام 1710، قبل فترة طويلة من غزو ما أصبح لاحقًا الجزء المتبقي من كندا الحديثة، وقد شمل شبه جزيرة نوفا سكوشا، في حين ظلت نيو برونزويك الحالية موضع نزاع. لم يتنازل الميغماك عن الأرض إلى أي من فرنسا أو إنجلترا. حدثت أول هجرة للبروتستانتيين في المقاطعة مع تأسيس هاليفاكس. أثار إنشاء هاليفاكس حرب الأب لو لوتر، التي أدت بدورها إلى طرد البريطانيين للأكاديين من المنطقة خلال الحرب الفرنسية والهندية. عندما استولوا لاحقًا على جزيرة كيب بريتون وجزيرة الأمير إدوارد، توسع نطاق سياسة الطرد وصولًا لتلك المناطق أيضًا. الأكاديين القلة الذين تمكنوا من العودة إلى المنطقة قد أوجدوا المجتمع الأكادي المعاصر. حالما أصبحت الأرض خالية، تشكلت مستوطنات أخرى من قبل مزارعي نيو إنجلاند.

## الثورة الأمريكية
في عام 1775، حاول الثوار الأمريكيون (الوطنيون) دفع عصيانهم المسلح ناحية كيبك. كان دعم قضية الوطنيين مختلطًا، حيث عارضها رجال الدين وملاك الأراضي بصورة عامة، بينما دعمها التجار الناطقون بالإنجليزية والمهاجرون من المستعمرات الثلاثة عشر. كان السكان (المستوطنون الفرنسيون) منقسمين، فقد كان هنالك قدر هائل من الدعم في بعض المناطق (لاسيما المنطقة بين مونتريال وسان جان)، كما طُرِحت سرايا الميليشيا لدعم الوطنيين من قبل جيمس ليفينغستون.
فرض الوطنيون حصارًا على حصن سان جان، وتمكنوا من الاستيلاء عليه بالإضافة إلى مونتريال في نوفمبر عام 1775. اتجهوا نحو مدينة كيبك بعد ذلك، حيث فشلت محاولة الاستيلاء على المدينة في 31 ديسمبر 1775. بعد حصار غير فعال، أفضى وصول القوات البريطانية في مايو 1776 إلى تراجع الوطنيين صوب مونتريال. فشلت محاولة ضد القوات البريطانية في تروا ريفيير، وطُرد الوطنيون من المقاطعة في شهر يونيو. كان هناك نحو 250 من الكيبكيين الذين غادروا مع جيش المتمردين في فوجين: الفوج الكندي الأول لجيمس ليفينغستون، والفوج الكندي الثاني لموسيز هازن.
كان الكيبكيون الذين يقطنون حصون منطقة البحيرات العظمى مؤيدين للوطنيين بشكل كبير، وكان لهم دور جوهري في استيلاء الوطنيين على الحصن. كان الرائد كليمنت غوسلين، وبيير أيوت، وأنطوان بولين، ولوي غوسلين، وجيرمان ديون، وبيير دوفيل، وإدوارد أنتيل، وموسيز هازن، إلى جانب 747 من رجال الميليشيا الكيبكيين، جميعهم في كيبك عندما انضموا إلى الوطنيين وهزموا البريطانيين في يوركتاون في عام 1781. في الفترة التي سبقت حصار يوركتاون، وفي أحد الأحداث الأساسية المؤدية إليه، قام لوي فيليب دي فودروي، ابن الشقيق الفرنسي الخاص بآخر حاكم فرنسي في كندا، ماركيز دو فودروي، بمساعدة بوغاينفيل ودي غراس في منع البحرية البريطانية من إعادة إمداد جيش كورنواليس أو التخفيف عنه في معركة تشيسابيك.
كان هناك بعض الهيجان ضد الحكم البريطاني في نوفا سكوشا، وكان إلى حد كبير بتحريض من جوناثان إيدي وجون ألان، اللذان كانا مهاجرين من ماساتشوستس واستقرا في منطقة برزخ شيغنيتو بالقرب من حصن كمبرلاند (حصن بوسيجور سابقًا). تمثل الحدث الرئيسي الوحيد خلال مقاومتهما في معركة حصن كمبرلاند، عندما حوصر الحصن من قبل إيدي ومجموعة مشتركة من وطنيي ماساتشوستس والأكاديين والسكان الأصليين في نوفمبر 1776. انتهى الحصار وتناثرت قوات إيدي مع وصول التعزيزات البريطانية. واصل إيدي وألان إثارة المشاكل لعدة سنوات على الحدود بين ما هي الآن مين ونيو برونزويك من قاعدة في ماتشياس.
تأثرت المقاطعات البحرية بالقرصنة التفويضية، وبغارات القراصنة على المستوطنات في انتهاك لوثائق رد الاعتداء الخاصة بهم. تشمل الحالات الجديرة بالذكر مدينة تشارلوت تاون في جزيرة الأمير إدوارد ومدينة لونينبورج في نوفا سكوشا، حيث كانتا معرضتين لتلك الغارات.
أثناء الثورة وبعدها، فر من الولايات المتحدة ما يقرب من 70000 من الموالين للإمبراطورية المتحدة، استقر من بينهم نحو 50000 في مستعمرات أمريكا الشمالية البريطانية، والتي كانت تتألف حينها من نيوفاوندلاند، ونوفا سكوشا، وكيبك، وجزيرة الأمير إدوارد (التي تأسست عام 1769). أراد الموالون الذين استقروا في غرب نوفا سكوشا حرية سياسية من هاليفاكس، ولذلك انفصلت بريطانيا عن مستعمرة نيو برونزويك في عام 1784. قُسِّمت كيبك أيضًا إلى كندا الدنيا وكندا العليا بموجب القانون الدستوري لعام 1791، مما سمح لـ8000 من الموالين الذين استقروا في كيبك الجنوبية الغربية (التي أصبحت كندا العليا) أن يكون لديهم مقاطعة يمكن فيها إنشاء المؤسسات وإرساء القوانين البريطانية.
كان عدد من الموالين الذين جاءوا إلى الشمال بعد الثورة الأمريكية من أصل أفريقي، وكان من بينهم العبيد السابقون الذين أُطلِقَ سراحهم نتيجة لخدمة البريطانيين، بالإضافة إلى أكثر من 2000 من العبيد الأفارقة. في عام 1793، أصبحت كندا العليا أول ولاية قضائية بريطانية تسن تشريعات لقمع العبودية، حيث أُصدِر قانون مكافحة العبودية الذي سمح بإلغائها تدريجيًا.

## حرب عام 1812
في حرب عام 1812، كانت كندا ساحة معركة مرة أخرى، وهذه المرة نشب عليها قتال بين البريطانيين والولايات المتحدة حديثة العهد نسبيًا. خلال الحرب، بُذلت محاولات فاشلة من قبل الأميركيين لغزو كندا العليا، بعد المبالغة في تقدير مقدار الدعم الذي قد يتلقونه من المستعمرين الكنديين. كان الكثير من سكان كندا العليا (جنوب أونتاريو الآن) من الأمريكيين الذين وصلوا إلى المستعمرة مؤخرًا، وكان بعضهم يدعم بالفعل القوة الغازية، ولكن على الرغم من ذلك، فإن بقية السكان كانوا من أحفاد الموالين أو المستعمرين الفرنسيين الأصليين، والذين كانوا رافضين أن يكونوا جزءًا من الولايات المتحدة. جاء الغزو الأمريكي الأول في أكتوبر 1812، لكنهم هزموا من قبل الجنرال آيزاك بروك في معركة مرتفعات كوينزتون. غزا الأمريكيون مرة أخرى في عام 1813، واستولوا على حصن يورك (تورونتو الآن). في وقت لاحق من العام، سيطر الأمريكيون على البحيرات العظمى بعد معركة بحيرة إري ومعركة التيمز، ولكنهم لم يحققوا نفس القدر من النجاح في كندا الدنيا، حيث هُزِموا في معركة شاتوغيه ومعركة مزرعة كرايسلر. طُرد الأمريكيون من كندا العليا في عام 1814 بعد معركة لانديز لين، على الرغم من أنهم حافظوا على السيطرة على البحيرات العظمى وهزموا البريطانيين في معركة بحيرة شمبلان. يُنظرإلى هذه الحرب في كندا الإنجليزية على أنها انتصار على الغزوات الأمريكية، وتحيط الأساطير البطولية بالعديد من المشاركين (مثل آيزاك بروك ولاورا سيكورد)، والمعارك أيضًا (خاصة تلك التي وقعت في شبه جزيرة نياغارا).